# Arctia orientalis
Arctia orientalis là một loài bướm đêm thuộc phân họ Arctiinae, họ Erebidae.